# Farjab
Farjab (perski: فارياب) – jest jedną z 34 prowincji afgańskich. Położona na północy Afganistanu z granicą zewnętrzną z Turkmenistanem. Stolica w Majmana. Prowincję zamieszkuje większość uzbecka, których przywódcą jest Abdul Raszid Dostum.  W 2021 roku liczyła ponad 1,1 mln mieszkańców. 

## Powiaty

Powiaty prowincji Farjab

- Almar
- Andkhoy
- Bilchiragh
- Dawlat Abad
- Gurziwan
- Khani Chahar Bagh
- Khwaja Sabz Posh
- Kohistan
- Maymana
- Pashtun Kot
- Qaramqol
- Qaysar
- Qurghan
- Shirin Tagab

## Miasta
- MayMajmanamana
- Andkhoy